# Тихомиљ Николић
Тихомиљ Николић (1832 — 1886) био је српски генерал.

## Биографија
По једном извору популарни Теша је рођен у Банату, у бечејском предграђу Врањеву, 1827. године. То је било три године пре преласка породице у Србију. У Бечеју је остао да живи деда учитељ, а отац Јован Николић (рођ. 1805) након завршене филозофије у Сегедину, је срећу потражио 1830. године у српској кнежевини. Био је прво учитељ у основној школи, а затим протоколист (секретар) кнеза Милоша Обреновића у Крагујевцу. Напредовао је способни Банаћанин, преко функције секретара Попечитељства унутрашњих дела, до начелства у истом (до 1842). После пропасти Обреновића изгубио је позиције и чак напустио Србију. Вратио се 1847. године да би био професор неготинске гимназије, и ту у Неготину је умро 1853. године.
Тихомир или Теша је био најобљубенији и најчувенији официр српске војске у свом веку. Због свог ваљаног карактера; искрености, некористољубља и дружељубивости стекао је велике симпатије у српском народу.
По другом извору, родио се у Крагујевцу, где похађа основну школу. Завршио је филозофски одсек гимназије и Војну академију у Београду, а усавршавао се као артиљеријски потпоручник у Белгији. Ту је окончао и Војну академију, тада звану "Виша артиљеријска школа". Као државни питомац наставио је усавршавање (артиљеријско) у иностранству, у Белгији, Француској и Немачкој. По повратку у Србији ступа у редове војске као командант артиљерије у Ужицу. Изабран је 1858. године за професора Војне академије у Београду, и унапређен у чин мајора, који командује батеријом. Касније са чином потпуковника је лични пратилац кнеза Милана Обреновића. Године 1873. као пуковник командује београдским гарнизоном.
Командант стајаће војске био је 1874. године, а 1875. године са отпочињањем Херцеговачког устанка, пала је влада Данила Стефановића, у којој је био министар ратни. Затим је до 1876. године био је и у Стевча Михајловићевој - Ристићевој влади Министар војни. Министровао је доцније и у Каљевићевој потоњој влади (1882–1883). Био је човек од општег поверења, који је разборито излагао своје ставове и лако придобијао слушаоце. За његово време направљене су припреме за I рат са Турцима и под њиме је и завршен. У II рату био је командант Ибарске војске која се истакле на Јавору.
Истакао се као способни краљевски комесар током угушивања тзв. Тимочке буне.
Био је ожењен разведеном (од Николе Чупића) Јермилом, ћерком Господара Јована Обреновића. Повезивање са Обреновићима му је помогло у напредовању до генерала, за време те династије.
Теша је први председник Првог београдског друштва за гимнастику и борење.

## Одликовања

### Домаћа одликовања
- Орден таковског крста 1. реда
- Орден таковског крста са мачевима 1. реда
- Орден белог орла 3. реда
- Споменица рата за ослобођење и независност 1876-1878
- Медаља обновљене Краљевине

### Инострана одликовања
- Орден Франца Јосифа 1. реда, Аустроугарска
- Орден гвоздене круне 3. реда, Аустроугарска
- Орден Светог Спаситеља 2. реда, Грчка
- Орден круне 1. реда, Румунија
- Орден Светог Станислава 2. реда, Русија
- Орден Меџедије 2. реда, Турска
- Медаља Црвеног крста, Белгија